# Шоу-син

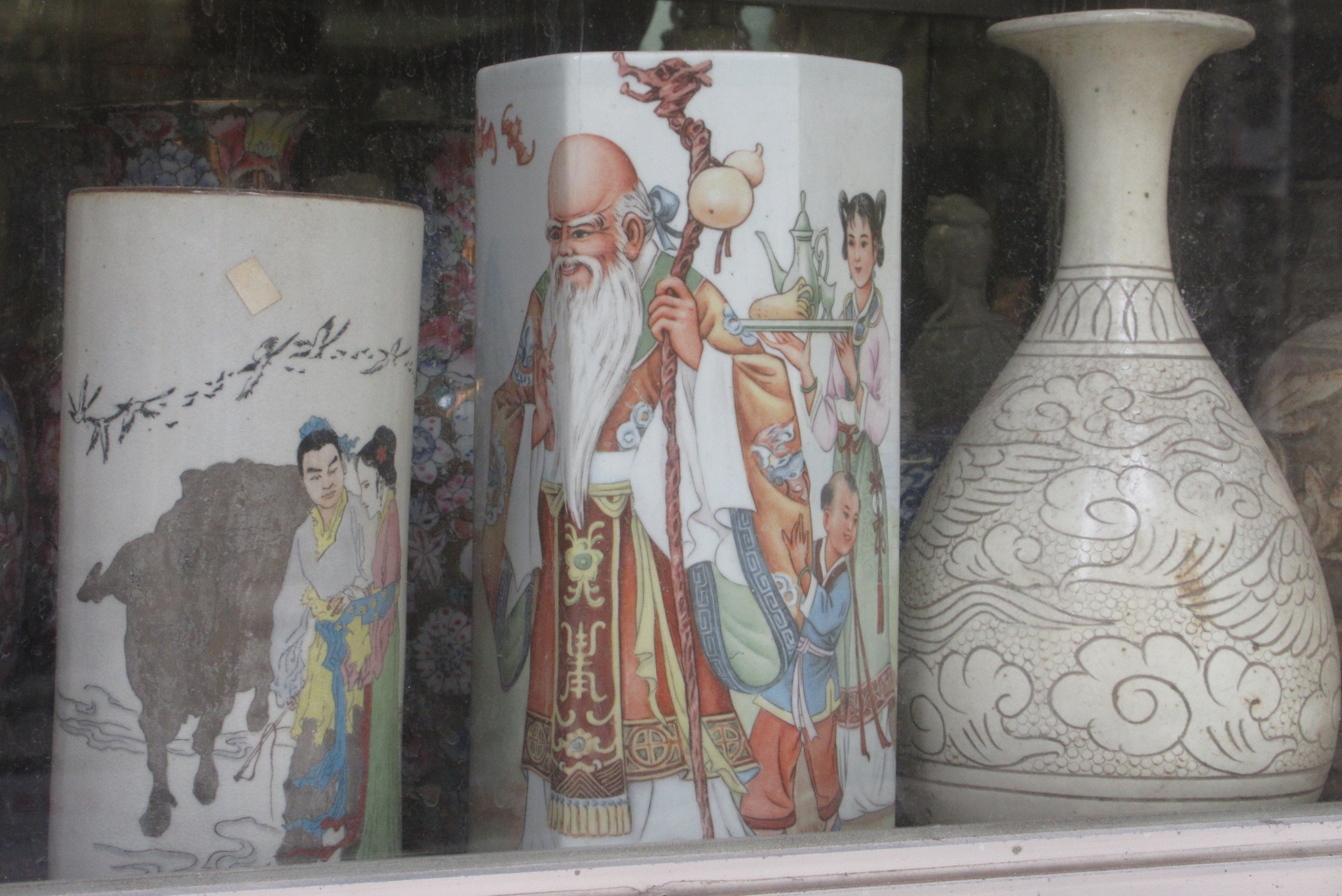
Изображение Шоу-сина на расписной керамике

Шоу-син (кит. 壽星, или 南极老人 или яп. 南極老人 — «Нань-цзи лао-жэнь» — Старец Южного полюса) — божество долголетия в китайской мифологии, также даосское олицетворение звезды Канопус, самой яркой в созвездии Киля («Нань-доу» — Южный ковш). На рисунках, имеющих хождение в народе (няньхуа) его располагают рядом с прочими звёздными духами — Лу-сином (богом карьеры) и Фу-сином (богом счастья). К Шоу-сину обращались с мольбами о долголетии.
Звезду Канопус редко можно разглядеть в Северном Китае, так как она восходит низко от горизонта и имеет красноватый оттенок. Поскольку красный цвет, согласно древним представлениям местных астрологов, является символом счастья и долголетия, то появление этой звезды является добрым знаком, предвещающим долгоденствие государю и благополучие стране, а её отсутствие на небосводе — бедствия и войны.

## Иконография
Шоу-син часто изображается в китайских картинах, как старик с длинной белой бородой и вытянутым кверху черепом, рядом со стоящим оленем (символ карьеры и жалования). Как правило он держит в одной руке посох, к которому привязаны тыква-горлянка (символ процветания потомства) и бумажный свиток (символ долголетия), в другой руке Шоу-сина — персик (ещё один символ долголетия). Этот стиль изображения связан с историей императора из династии Северная Сун, который пригласил подобного старца с улицы, а потом посчитал этот поступок причиной своего долголетия.
Почитание Шоу-сина было широко распространено у простого народа, ему молились о долгой жизни, издавна имелись посвящённые Шоу-сину храмы. Помимо Китая культ Шоу-сина распространён в Японии, Корее и Вьетнаме.